# Kevin Walczyk
Kevin M. Walczyk (Portland, Oregon, 1964) is een hedendaags Amerikaans componist, muziekpedagoog en dirigent.

## Leven
Walczyk deed zijn muziekstudies aan de Pacific Lutheran University, in Tacoma, Washington, en behaalde daar in 1987 zijn Bachelor of Arts in Education en aan de Universiteit van Noord-Texas in Denton, waar hij zijn Master of Music en promoveerde in 1994 tot Doctor of Musical Arts. Zijn compositieleraren waren onder andere Larry Austin, Jacob Avshalomov, Martin Mailman, Cindy McTee, Thomas Svoboda en David Del Tredici.
Sinds 1995 is hij resident composer en professor voor compositie en elektronische muziek aan de Western Oregon Universiteit in Monmouth, Oregon. 
Als componist schrijft hij werken voor orkest, harmonieorkest, koor, vocale muziek, kamermuziek en elektronische muziek. Zijn werken werden verplicht gesteld op concoursen en zijn als wegwijzend voorgesteld op het Ernest Bloch Composers Symposium, het College Band Directors National Symposium, bij de conferentie van de Southeastern League of Composers, bij de College Music Society en de North American Saxophone Alliance. Voor zijn werken kreeg hij talrijke prijzen en onderscheidingen, onder andere Pittsburgh New Music Ensemble’s Harvey Gaul Competition, de American Society of Composers, Authors and Publishers (ASCAP), de Lionel Hampton Creative Composition Contest, Phi Mu Alpha Sinfonia, ERM Media’s Masterworks of the New Era recording prize, en van het Los Angeles Philharmonic Synergy project. 

## Composities

### Werken voor orkest
- 1992 Delphic Suite, voor orkest
- 1994 Capriccio, voor orkest
- 1999 Groveton Concerto, voor altsaxofoon en kamerorkest
- 2001 Portlandia, voor orkest
- 2002 SabAdzida!, voor orkest en marimba ensemble
- 2003 Celebration Fanfare, voor orkest
- 2004 Corps of Discovery Symphony, voor orkest
  1. Upper Louisiana Territory
  2. Pacific Northwest Territory
- 2005 Voices From The Water, ouverture voor kamerorkest
- Concerto Gaucho, voor trompet en orkest

### Werken voor harmonieorkest
- 1984 Three Fanfares, voor groot koperensemble (6 hoorns, 4 trompetten, 3 trombones, 1 tuba)
- 1986 Der Schamanen dienstfreier Tag, voor harmonieorkest
- 1987 Baker's Brigade, voor groot harmonieorkest
- 1992 Pastoral Variants, voor harmonieorkest
- 1992 An American Portrait, voor harmonieorkest
- 1995 Fanfare, voor groot koperensemble en slagwerk
- 1999 Two Statements, voor groot koperensemble en slagwerk
- 2002 Visionplace of Souls, voor harmonieorkest

### Vocale muziek
- 1990 Three Songs, voor mezzosopraan en piano - tekst: Robert Frost

### Werken voor koor
- 1992 Lacrimosa, voor gemengd koor, koperoctet, piano/celesta en slagwerk
- 1994 Lament of a Ranger, voor spreker, kinderkoor, klarinet, viool, gitaar en piano
- 2005 Canticle, voor gemengd koor en piano

### Kamermuziek
- 1984 Sonata, voor hoorn en piano
- 1986 Trio, voor viool, cello en piano
- 1986 Nocturne, voor blazerskwintet
- 1990 Cells, voor strijkkwartet
- 1991 Quintet Galant, voor blazerskwintet
- 1992 Quartet Fantasia, voor fluit/basfluit, klarinet/basklarinet, viool en cello
- 1993 Synthesis III: Capriccio Insubordinaccio, voor altsaxofoon en disklavier
- 1993 Divertimento, voor koperkwintet
- 1993 Colloquy, voor trompet en trombone
- 1996 Soliloquy, voor altsaxofoon
- 1998 Fanfare, voor vier trompetten
- 2000 Octet Comparsas, voor strijkoctet
- 2001 Three Coastal Sketches, voor diep hoorn en piano
- 2002 Colloquy II, voor trompet, hoorn en trombone
- 2002 Alsea Riverscape, voor klarinet, viool, cello, slagwerk en piano
- 2004 BlueVox, voor fluit, klarinet/basklarinet, viool, cello, slagwerk en piano
- 2005 Refractions, voor klarinet, altsaxofoon en piano

### Werken voor orgel
- 1988 Suite
- 1991 Coronation Suite

### Werken voor bigband en jazzensemble
- 1999 Waltz for Debbie, voor bigband
- 2000 Relaxin' at Camarillo, voor bigband

### Elektronische muziek
- 1989 Synthesis I, voor altfluit en digital geluidsband
- 1991 Synthesis II, voor cello, slagwerk en digital geluidsband
- 1994 Synthesis IV: Epitaph for the Fallen Blue and Grey, voor geprepareerd piano en digital geluidsband
- 1995 Incantation, voor klarinet, altsaxofoon, piano en digital geluidsband